# Gaede-Preis
Der Gaede-Preis,  gestiftet von dem Kölner Unternehmer Manfred Dunkel und gefördert durch die Leybold GmbH (Köln), ist ein seit 1986 jährlich vergebener Physikpreis der Deutschen Vakuumgesellschaft (DVG), seit 2018 der Deutschen Physikalischen Gesellschaft. Verwaltet wird der Preis durch die Gaedestiftung.
Der Preis zeichnet Arbeiten aus Grundlagenforschung, Anwendung und Verfahrenstechnik der Gebiete Vakuumphysik und -technologie, Dünne Schichten, Oberflächenphysik, Materialien und Verfahren der Festkörperelektronik, Nanostrukturwissenschaften und -technik aus. Der Preis besteht aus einer Urkunde, dem Modell der ersten Molekularluftpumpe des Namensträgers Wolfgang Gaede sowie einem Preisgeld von 10.000 Euro.

## Preisträger
- 1986 Jürgen Kirschner
- 1988 Ernst G. Bauer und Wolfgang Telieps
- 1989 Eberhard Umbach
- 1990 Herbert M. Urbassek
- 1991 Gerd Schönhense
- 1992 Roland Wiesendanger
- 1993 Harald Heinecke
- 1994 Günter Reiss
- 1995 Matthias Wuttig
- 1996 Markus Biebl
- 1997 Hilde Hardtdegen
- 1998 Andreas Waag
- 1999 Udo D. Schwarz
- 2000 Thomas Michely
- 2001 Jörg-Thomas Zettler
- 2002 Christian Teichert
- 2004 Dirk Sander
- 2005 Michael Bauer – Photoelektronenspektroskopie
- 2006 Stefan Heinze – Spinpolarisierte Rastertunnelmikroskopie
- 2007 Armin Dadgar – GaN auf Silizium
- 2008 Stefan Mayr – Selbstorganisierte Nanostrukturen
- 2009 Jürgen Faßbender – Ioneninduzierte Modifizierung magnetischer Schichten
- 2010 Stefan Linden – Photonische Metamaterialien
- 2011 Philip Hofmann – Zweidimensionale Elektronengase mit starker Spin-Bahn-Aufspaltung
- 2012 Mato Knez – Herstellung von Nano- und Hybridmaterialien mittels Atomlagenabscheidung (ALD)
- 2013 Kirsten von Bergmann – direkte Beobachtung und detaillierte Analyse komplexer Spinstrukturen auf atomarer Skala mittels spinpolarisierter Rastertunnelmikroskopie
- 2014 Yuriy Dedkov – Spectroscopy and microscopy of graphene on metals
- 2015 Wilhelm Auwärter – bahnbrechende Arbeiten zum Verständnis der Eigenschaften einzelner Porphyrinspezies
- 2016 Julia Stähler – Ultrakurzzeitdynamik an Oberflächen und in Festkörpern
- 2017 Guillaume Schull – Kontrollierte Einzelmolekül-Kontakte, Atomkontakte und molekulare Verknüpfungen als Lichtquelle
- 2018 Gareth S. Parkinson – „…für seine exzellenten experimentellen Arbeiten zu Eisenoxidoberflächen als Modellsysteme für Einzelatomkatalyse“
- 2019 Selina Olthof – „…für ihre herausragenden Arbeiten zu den Grenzflächeneigenschaften von organischen Halbleitern und halbleitenden Perowskiten mittels Photoelektronenemissionsspektroskopie.“
- 2020 Takashi Kumagai – „…für seine wegweisenden und herausragenden Forschungsarbeiten zur Dynamik von Wasserstoff-Brückenbindungen auf der Ebene einzelner Moleküle.“
- 2021 Richard Wilhelm – „In Würdigung seiner herausragenden Arbeiten zu Ionen-Oberflächen-Wechselwirkungen speziell bei zweidimensionalen Materialien.“
- 2022 Philip Willke – „…für seine herausragenden experimentellen Arbeiten zur Erforschung von einzelnen Elektronen- und Kernspins mittels Elektronenspinresonanz an einzelnen Atomen auf Oberflächen.“
- 2023 Benjamin Stadtmüller – „…in Würdigung seiner herausragenden und zukunftsweisenden Arbeiten zur Kontrolle optischer und elektronischer Eigenschaften hybrider Grenzflächen mit neu entwickelten, zeitaufgelösten und oberflächensensitiven Messmethoden.“
- 2024 Manuel Gruber – „…für seine richtungsweisenden Arbeiten zu Spin-Crossover-Molekülen auf Oberflächen.“
- 2025 Wouter Jolie – „…in Würdigung seiner herausragenden Beiträge zur Erforschung von Korrelationsphänomenen in niedrigdimensionalen Quantensystemen.“